# Sainte-Vertu
Sainte-Vertu ist eine französische Gemeinde mit 67 Einwohnern (Stand: 1. Januar 2022) im Département Yonne in der Region Bourgogne-Franche-Comté (vor 2016 Bourgogne) im Osten Frankreichs. Die Gemeinde gehört zum Arrondissement Avallon und zum Kanton Chablis (bis 2015 Noyers). 

## Geografie
Sainte-Vertu liegt etwa 29 Kilometer ostsüdöstlich von Auxerre am Serein. Umgeben wird Sainte-Vertu von den Nachbargemeinden Poilly-sur-Serein im Norden und Westen, Yrouerre im Nordosten, Môlay im Osten, Annay-sur-Serein im Osten und Südosten, Noyers im Südosten, Nitry im Süden sowie Aigremont im Südwesten.

## Einwohnerentwicklung
| Jahr                      | 1962 | 1968 | 1975 | 1982 | 1990 | 1999 | 2006 | 2013 |
| ------------------------- | ---- | ---- | ---- | ---- | ---- | ---- | ---- | ---- |
| Einwohner                 | 99   | 93   | 124  | 99   | 98   | 109  | 104  | 102  |
| Quelle: Cassini und INSEE |      |      |      |      |      |      |      |      |

## Sehenswürdigkeiten
- Kirche Saint-Pierre aus dem 13. Jahrhundert, Monument historique seit 1970

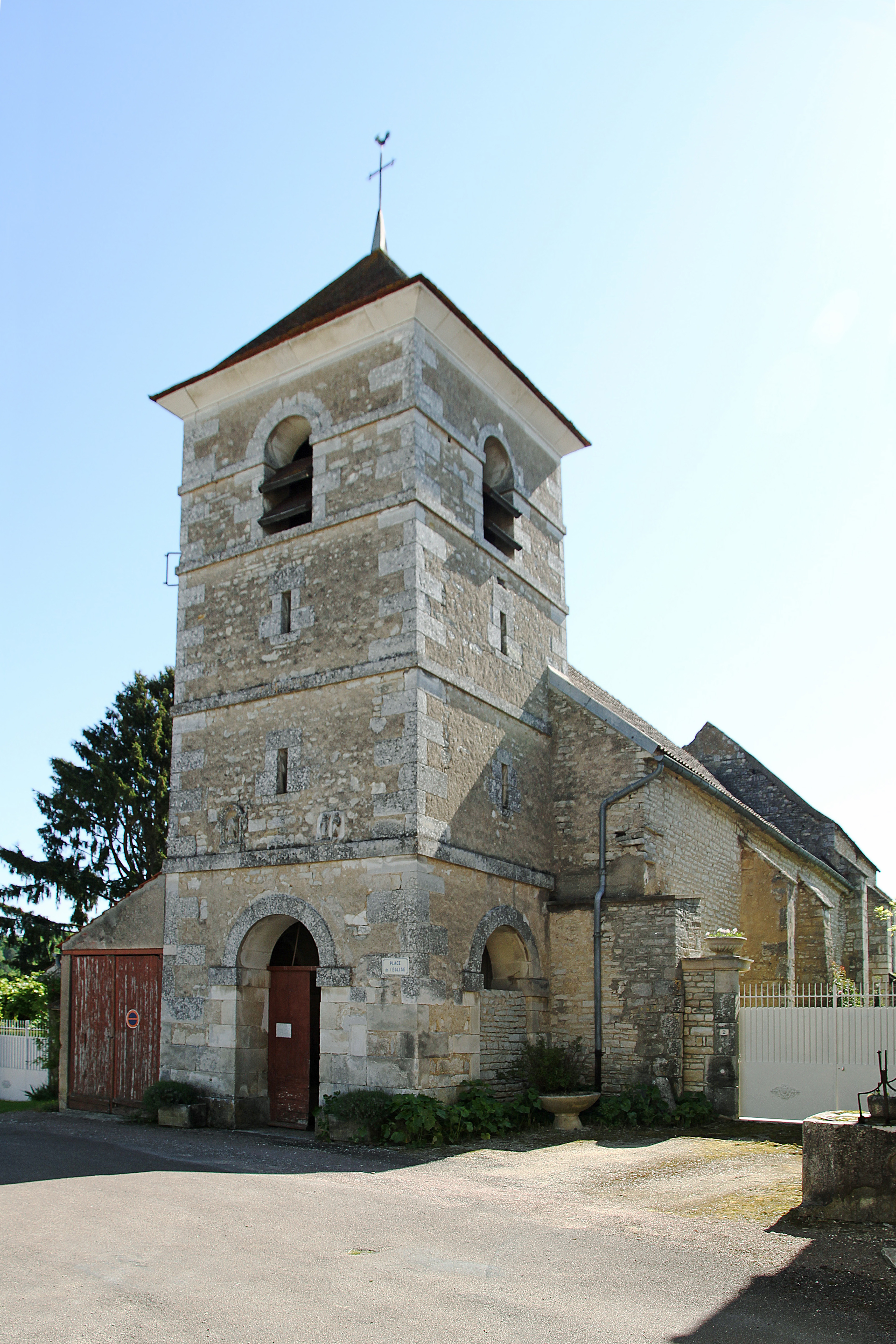
Kirche Saint-Pierre